# Гальберг, Анатолий Михайлович
Анатолий Михайлович Гальберг (1854—?) — русский военный деятель, генерал-лейтенант (1917). Герой Русско-японской войны.

## Биография
В службу вступил в 1871 году после окончания Псковской военной прогимназии. С 1876 года после окончания Варшавского пехотного юнкерского училища произведён в прапорщики и выпущен в Фанагорийский 11-й гренадерский полк. С 1877 года участник Русско-турецкой войны, за храбрость в этой компании был награждён орденом Святого Владимира 4-й степени с мечами и бантом. В 1877 году произведён в подпоручики, в 1878 году в поручики, в 1885 году в штабс-капитаны.

В 1890 году после окончания Офицерскую стрелковую школу, произведён в капитаны, в 1901 году в подполковники. С 1904 года участник Русско-японской войны. В 1905 году за отличие произведён в полковники. 27 января 1907 года «за храбрость» был награждён орденом Святого Георгия 4-й степени: 
За отличие в боях в феврале 1905 года, временно командуя 18-м Восточно-Сибирским стрелковым полком
С 1907 года командир 116-го Малоярославского пехотного полка. В 1914 году произведён в генерал-майоры командир 2-й бригады 40-й пехотной дивизии. С 1914 года участник Первой мировой войны, командир бригады 76-й пехотной дивизии. В 1917 году произведён в генерал-лейтенанты с назначением состоять в резерве чинов при штабе Двинского военного округа, уволен от службы по болезни.

## Награды
- Орден Святого Станислава 2-й степени с мечами  (1905)
- Орден Святого Владимира 4-й степени с мечами и бантом (1905)
- Орден Святого Георгия 4-й степени (ВП 27.01.1907)
- Орден Святого Владимира 3-й степени  (1910; Мечи к ордену — ВП 16.01.1916)
- Орден Святого Станислава 1-й степени с мечами (ВП 05.03.1915)
- Орден Святой Анны 1-й степени с мечами (ВП 16.05.1915)